# Parlatoria blanchardi
Parlatoria blanchardi är en insektsart som först beskrevs av Targioni Tozzetti 1892.  Parlatoria blanchardi ingår i släktet Parlatoria och familjen pansarsköldlöss. Inga underarter finns listade i Catalogue of Life.